# LVB-Typ 36
Der Typ 36 bzw. NGT8 (Niederflur-Gelenk-Triebwagen mit 8 Achsen) der Leipziger Verkehrsbetriebe (LVB) ist ein Straßenbahn-Fahrzeugtyp, von dem in den Jahren 1994 bis 1998 56 Exemplare für die Straßenbahn Leipzig gebaut wurden. Es handelt sich um dreiteilige Gelenkwagen mit aufgesattelten Endwagen und einem langen Mittelteil, ausgeführt als Einrichtungswagen. Äußerlich haben die Fahrzeuge große Ähnlichkeit mit dem MGT6D. Technisch gibt es jedoch grundlegende Abweichungen.
Die Wagen sind die ersten nach dem Zweiten Weltkrieg gebauten Niederflurwagen der Straßenbahn Leipzig. Die Typennummer 36 ergibt sich aus dem System der Typenbezeichnungen, das von der Großen Leipziger Straßenbahn in den 1920er Jahren eingeführt wurde. Für den Beiwagenbetrieb mit dem Typ 68a/68b (NB4) nachgerüstete Fahrzeuge wurden als Typ 36a eingeordnet.

## Beschaffung
Anfang der 1990er wollten die LVB den Komfort und die Attraktivität der Straßenbahn deutlich erhöhen. Im Fahrzeugbereich wurden dazu einerseits vorhandene hochflurige Wagen der Typen 33 und 65 (T4D und B4D) modernisiert, andererseits hielt man besonders hinsichtlich der Barrierefreiheit auch die Neubeschaffung von Niederflurfahrzeugen für notwendig. Von solchen erwartete man insbesondere durch den Drehstromantrieb auch wirtschaftliche Vorteile beim Energiebedarf sowie in Wartung und Instandhaltung. Anfang 1992 schrieben die LVB deshalb bis zu 125 derartige Fahrzeuge aus.
Im Oktober 1992 gaben die LVB bekannt, zunächst 20 und optional 80 weitere Fahrzeuge bei Duewag, ABB und Siemens zu bestellen. Die Unterzeichnung des Rahmenvertrags erfolgte schließlich im April 1993. Der Duewag am Standort Düsseldorf oblag die Federführung des mechanischen Teils sowie die Konstruktion und der Bau der Drehgestelle. Für die Konstruktion und den Bau der Wagenkästen wurde hingegen der Waggonbau Bautzen (Teil von Deutsche Waggonbau) hinzugezogen. Auch die Endmontage erfolgte in Bautzen. Siemens am Standort Erlangen oblagen die Federführung des elektrischen Teils sowie die Schaltungsunterlagen, die Leittechnik und die Inbetriebnahme. ABB Henschel am Standort Mannheim war für die Antriebsausrüstung und die Montage des elektrischen Teils verantwortlich.
Das gleiche Konsortium baute bereits die Fahrzeuge des Typs 6NGTWDE der Straßenbahn Rostock. Dessen Grundkonzept bildete den Ausgangspunkt der Entwicklung des NGT8, musste jedoch aufgrund des Leipziger Lichtraumprofils erheblich angepasst werden. So ist der Mittelteil in Leipzig kürzer und die Wagenbreite geringer. Zudem wollten die LVB das Fahrzeug so traditionell wie möglich ausführen und wünschten deshalb insbesondere zweiachsige Laufdrehgestelle mit kleinen Rädern statt der Einzelrad-Einzelfahrwerke. Im Ergebnis aller Änderungen konnten von der Rostocker Wagenkastenkonstruktion nur Details übernommen werden. Die elektrische Ausrüstung wurde jedoch weitgehend der Rostocker entsprechend ausgeführt.
Zunächst plante die Duewag, selbst die Kleinrad-Laufdrehgestelle neu zu entwickeln. Schließlich beauftragte sie dafür jedoch Vevey, das von Fahrzeugen für die Straßenbahnen Genf (Typ Be 4/6), Bern (Be 4/8) und Saint-Étienne bereits Erfahrung mit derartigen, allerdings meterspurigen Drehgestellen hatte. Die für die Berner Fahrzeuge entwickelte Variante bildete die Basis für die Leipziger Variante.
Im November 1994 wurde das erste Fahrzeug ausgeliefert. Im Februar 1995 nahm dieses den Linienbetrieb auf der Linie 16 zwischen Wiederitzsch und Lößnig auf. Das zweite Fahrzeug wurde im Rahmen der Probefahrten innerhalb der Hauptwerkstatt der LVB schwer beschädigt. Da sich der Wagen noch im Besitz des Herstellers befand, erfolgte die Auslieferung eines Ersatzwagens und der beschädigte Unfallwagen wurde den LVB zur Instandsetzung überlassen.
Noch während der Auslieferung der ersten 20 Wagen wurde die erste Option von 15 Wagen abgerufen und unmittelbar im Anschluss ausgeliefert. Eine weitere Option über 20 Wagen kam schließlich zwischen 1997 und 1998 zur Auslieferung, sodass inklusive des Ersatzwagens für den beschädigten Wagen 1102 insgesamt 56 Fahrzeuge in den Bestand der LVB gelangten.

## Technik und Aufbau

### Grundaufbau
Die 27,8 Meter langen Einrichtungswagen sind zu ungefähr 70 Prozent niederflurig. Über den Triebdrehgestellen an den Wagenenden liegt der Fußboden auf einer Höhe von 560 mm über der Schienenoberkante. Dazwischen, also über etwa die Hälfte des vorderen und des hinteren Wagenteils sowie im gesamten Mittelteil, liegt der Durchgang eine Stufe tiefer auf 350 mm. Zu den Türen hin ist der Boden mit 5°-Rampen auf 300 mm abgesenkt. In jedem Wagenteil gibt es eine 1300 mm breite Doppeltür im Niederflurbereich. Vor dem führenden Drehgestell ist eine 700 mm breite Einzeltür angeordnet, die über eine Stufe direkt in den 560-mm-Bereich führt. In diesem Bereich ist der Wagenkasten bereits seitlich eingezogen, so dass diese Tür nicht parallel zum Bahnsteig liegt.

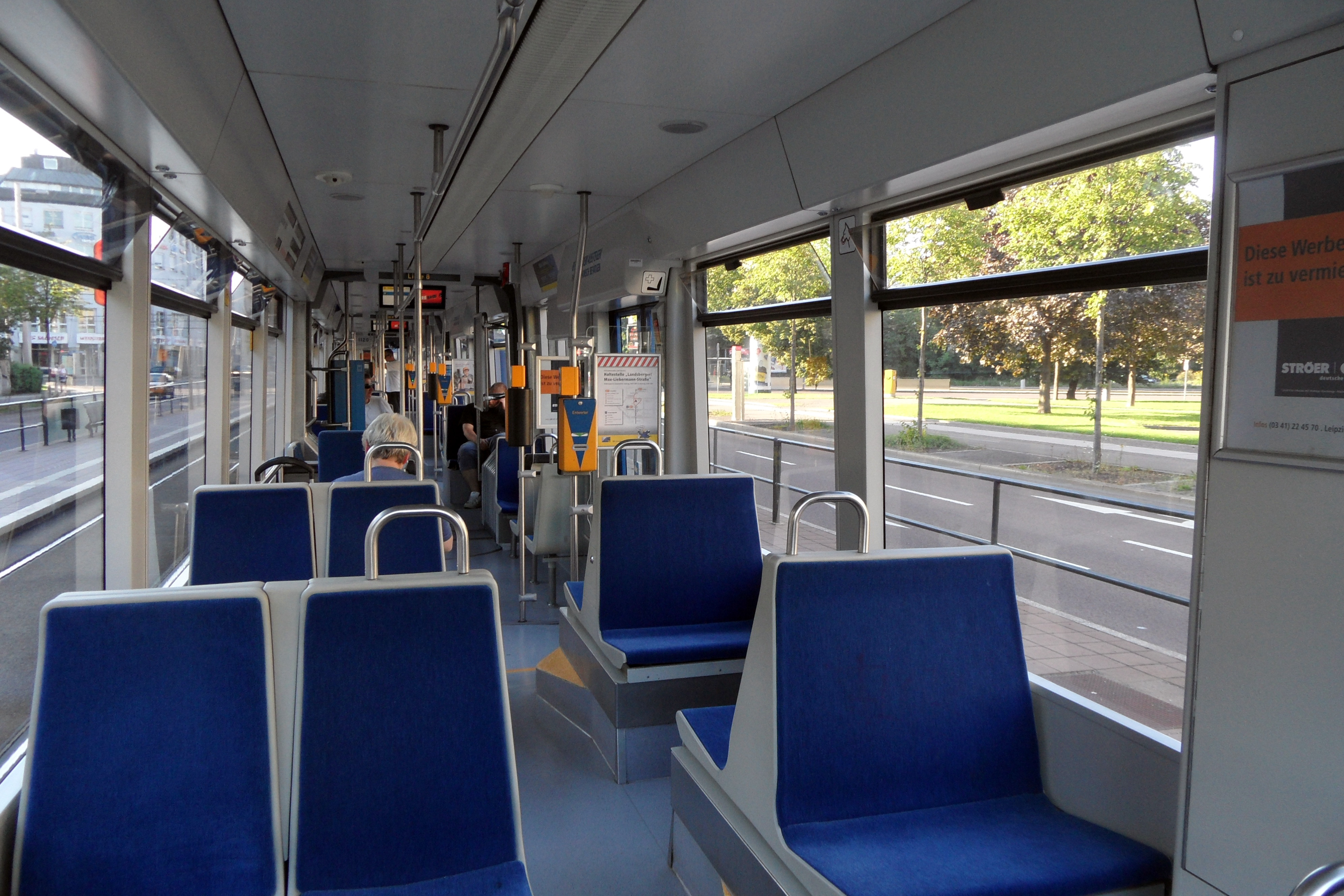
Fahrgastraum, betrachtet vom Heck aus

Die Wagenkästen sind eine Stahl-Leichtbaukonstruktion. Die Fahrzeugbreite ist mit 2,2 Metern für moderne Niederflurstraßenbahnwagen verhältnismäßig gering. Deshalb sind nur links Doppelsitze und rechts Einzelsitze angeordnet. Zur Überdeckung der Radkästen sind die Einzelsitze in den Drehgestellbereichen überbreit ausgeführt.

### Drehgestelle

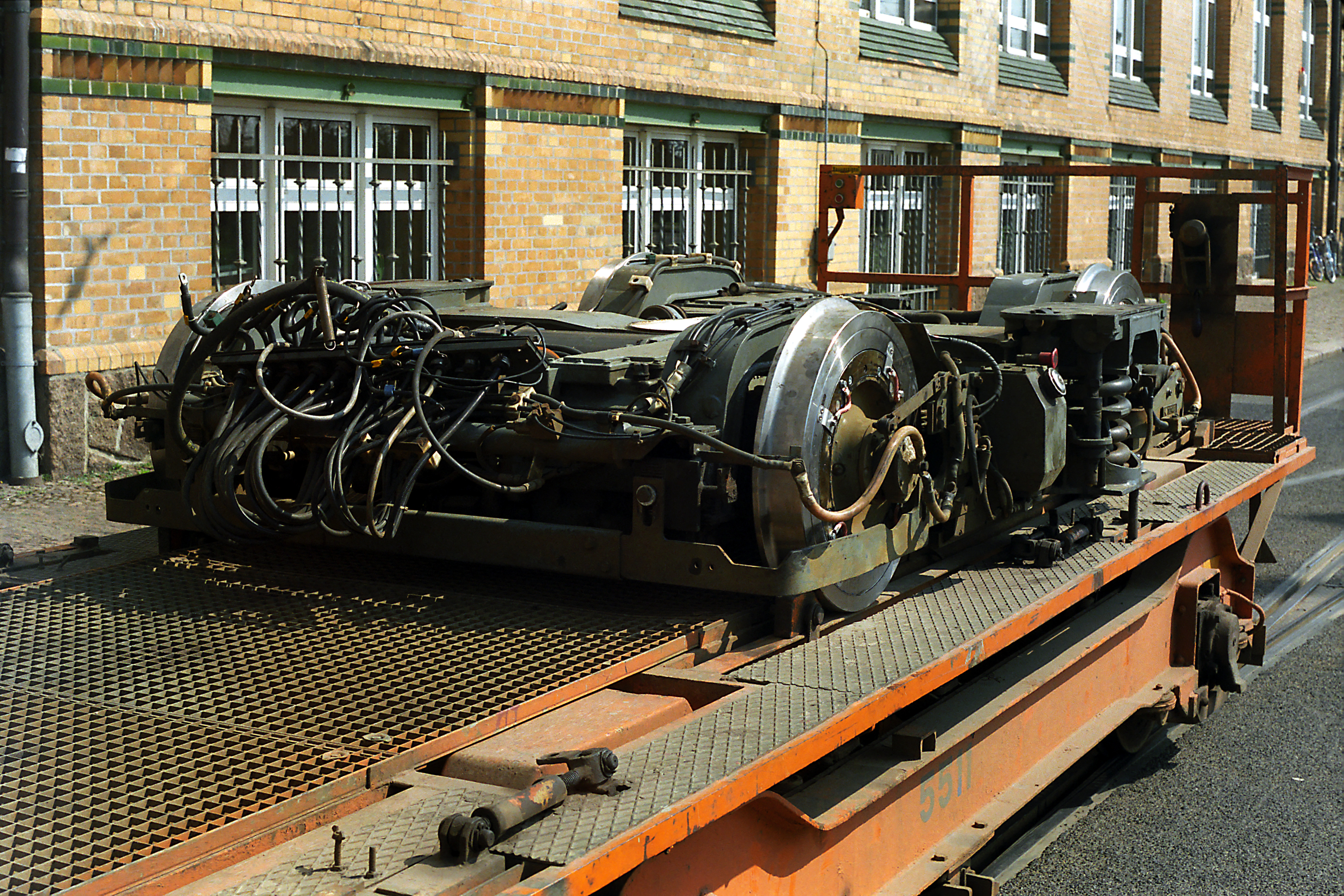
Triebdrehgestell

Alle Radsätze sind klassisch mit durchgehenden Radsatzwellen ausgeführt. Die Triebdrehgestelle entsprechen bis auf die Spurweite denen des Rostocker 6NGTWDE. Sie sind innengelagert und jeder Radsatz wird durch eine quer angeordnete, abgefederte und wassergekühlte Drehstrom-Asynchronmaschine angetrieben. Im Gegensatz zum 6NGTWDE und ähnlichen Fahrzeugen sind die Triebdrehgestelle nicht seitlich verkleidet.
Während die Räder der Triebdrehgestelle im Neuzustand einen nicht ungewöhnlichen Durchmesser von 590 mm haben, sind die Räder der Laufdrehgestelle mit 410 mm besonders klein. Dadurch wird trotz der durchgehenden Radsatzwellen der niederflurige Durchgang ermöglicht. Die Sitze im Bereich der Laufdrehgestelle mussten jedoch auf Podesten angebracht werden. Ursprünglich waren die Laufradsätze mit außenliegenden Bremsscheiben ausgestattet. Diese wurden jedoch nach wenigen Jahren wieder ausgebaut, weil sie wegen der relativ geringen Achslast und des kleinen Raddurchmessers zu häufig blockierten und Flachstellen bildeten.

### Umbauten
Bereits kurz nach ihrer Auslieferung erwiesen sich die Fahrzeuge vom Fassungsvermögen her als nicht ausreichend, was sich insbesondere in den fehlenden Auffangräumen gegenüber den Doppeltüren bemerkbar machte. So wurden in einem ersten Schritt die Klappsitze im mittleren Wagensegment gegenüber Tür 3 entfernt. Kurz darauf erfolgte auch der Ausbau der Sitzgruppe gegenüber der letzten Tür, um einen weiteren Mehrzweckbereich zu schaffen. Die Fahrzeuge der letzten Lieferserie wurden direkt in dieser Konfiguration ausgeliefert.
Im Rahmen der ersten Hauptuntersuchung, welche aufgrund der sehr hohen Laufleistungen der Wagen bereits 2001 begann, wurden einige Veränderungen vorgenommen. So wurden die Rollbandanzeigen gegen LCD-Anzeigen getauscht, die Innenraumgestaltung an das aktuelle Corporate Design angepasst sowie im Heck die Sitzplatzaufteilung geändert und eine sogenannte „Kuschelecke“ eingerichtet. Zudem erfolgte auch der Ausbau der Sitzgruppe im A-Teil gegenüber Tür 2, sodass nun insgesamt 3 Mehrzweckbereiche zur Verfügung standen. Die Anzahl der Sitzplätze reduzierte sich entsprechend auf nunmehr 62. Bezüglich der Außengestaltung wurde auf eine Neulackierung verzichtet und stattdessen die Fahrzeuge nur noch mit Folien beklebt. Geschah dies anfangs – sofern die Wagen nicht direkt eine Werbebeklebung erhielten – noch in den klassischen Hausfarben blau/gelb, wurden die letzten 12 ab 2005 hauptuntersuchten Fahrzeuge direkt im neuen silbergrauen Design foliert. Im Zuge der zwischen 2009 und 2014 durchgeführten zweiten Hauptuntersuchung wurde von der Folienbeklebung wieder Abstand genommen und alle Fahrzeuge in silbergrau lackiert.
Um dem geringen Platzangebot der NGT8 zu begegnen und eine Weiternutzung der verhältnismäßig neuen NB4-Beiwagen nach Aussonderung der Tatrawagen zu ermöglichen, erprobten die LVB 2010 den ursprünglich nicht vorgesehenen Beiwagenbetrieb mit dem Typ 68 (NB4),. Nach positiven Testergebnis wurde ein Wagen im Rahmen der zweiten Hauptuntersuchung entsprechend umgerüstet und ab August 2011 im Fahrgastbetrieb erprobt. Nach positiver Evaluierung erfolgte zwischen 2016 und 2019 die Umrüstung und der Einsatz weiterer NGT8 im Beiwagenbetrieb, sodass seitdem insgesamt 34 beiwagentaugliche Wagen zur Verfügung stehen. Die Typenbezeichnungen von Trieb- und Beiwagen wurden anschließend jeweils um das Suffix a ergänzt. Seit Anfang 2021 können die aus Rostock übernommenen Beiwagen des Typs 68b ebenfalls hinter den NGT8 eingesetzt werden.
Eine weitere optische Veränderung war im Frühjahr 2012 die Umrüstung aller Wagen auf eine farbige LED-Anzeige an der Front. Ferner wurden die Fahrzeuge wie alle Niederflurtriebwagen der Leipziger Straßenbahn mit Überfahrleisten an den doppelflügeligen Fahrgasttüren ausgerüstet, welche den Spalt zwischen Wagenkasten und Bahnsteigkante minimieren. Zugleich entfielen die früher vorhandenen, von Hand durch das Fahrpersonal auszuklappenden Rampen. Ziel dieser Maßnahme war die Gewährleistung eines eigenständigen Zu- und Ausstiegs für Rollstuhlnutzer.
Eine weitere technische Modifikation, die im Rahmen der zwischen Sommer 2016 und 2022 laufenden dritten Hauptuntersuchung umgesetzt wurde, ist die Ausrüstung mit zwei Bordnetzumformern statt einem zur Erhöhung der Zuverlässigkeit, was zunächst am Wagen 1120 auf seine Praxistauglichkeit überprüft worden war. Die Arbeiten umfassten außerdem die Umstellung der Innenbeleuchtung von Leuchtstofflampen sowie der Blinker auf LED und die Ausrüstung mit einer akustischen Türschließsignalisierung mit einem Piepton analog zu den Triebwagen der Typen 37 (»Leoliner«) und 38 (NGT12) sowie roten Schließwarnleuchten in den Türportalen.

### Fahrgastinformation
Ursprünglich wurde das gleiche IBIS von Siemens eingebaut wie bei der Modernisierung des Typs 33 (T4D). An der Front, am Heck und auf der Türseite wurden zu Fahrgastinformation zunächst Rollbandanzeigen eingebaut, weil diese kostengünstig, am besten lesbar und auch farblich gestaltbar waren. Im Fahrgastraum wurden zwei Linienverlaufsanzeigen in den Dachvouten ebenfalls wegen der Lesbarkeit als Rollbänder ausgeführt. Ursprünglich auf drei LCD-Anzeigen wurde hingegen die nächste Haltestelle angezeigt. Später wurden die Rollbandanzeigen jedoch durch digitale Anzeigen ersetzt.
Automatische akustische Ansagen gab es zunächst nur in Form von Haltestellenansagen im Fahrgastraum. Nach dem Einbau neuer ITCS-Bordgeräte des Modells Trapeze ITT sind inzwischen jedoch alle Fahrzeuge auch in der Lage, bei der Ankunft an Haltestellen selbsttätig eine Ansage zu Linie und Fahrtziel über Außenlautsprecher als Orientierungshilfe für sehbehinderte Passagiere abzuspielen.

## Einsatz
Anfangs für den Einsatz auf den designierten Stadtbahnlinien vorgesehen, erwiesen sich die stets nur einzeln fahrenden NGT8 für viele stark nachgefragte Streckenabschnitte als zu klein. Sie kamen daher neben der bereits teilweise auf Stadtbahnniveau ertüchtigten Linie 16/16E, insbesondere auf eher untergeordneten Linien mit geringerem Fahrgastaufkommen zum Einsatz. Dies umfasste bis 2001 an Werktagen hauptsächlich die Linien 2, 5, 10/11E, 20, 21, 24 und 28 sowie nach Einführung des „Neuen Netzes“ vorwiegend die Linien 2, 4, 9, 10, 12 und bis 2007 auch noch der Linie 16. An den Wochenenden, welche insbesondere um die Jahrtausendwende herum mit einer deutlich geringeren Fahrgastnachfrage einhergingen, erfolgte der Einsatz wesentlich breiter aufgestellt und nahezu netzweit. Nach Auslieferung des Typs 39 (NGT10) erfolgt der Einsatz der NGT8 hauptsächlich auf den Linien 8, 9, 10, 12 und 14 sowie einzelnen Kursen der Linie 7, wobei sie auf den Linien 7, 8 und 10 überwiegend mit NB4 behangen verkehren.
Ende 2022 musste der erste Wagen als Ersatzteilspender abgestellt werden. Zwar konnte 2024 eine Reaktivierung im Tausch gegen ein unfallbeschädigtes Fahrzeug erfolgten, jedoch befinden sich seitdem nur noch 55 Wagen im Bestand. Eine Abstellung zumindest einiger Wagen der Serie ist mit Inbetriebnahme der neuen 2,40 m breiten NGT12+ beabsichtigt, jedoch verzögert sich die ursprünglich für 2024 geplante Auslieferung auf mindestens 2026.

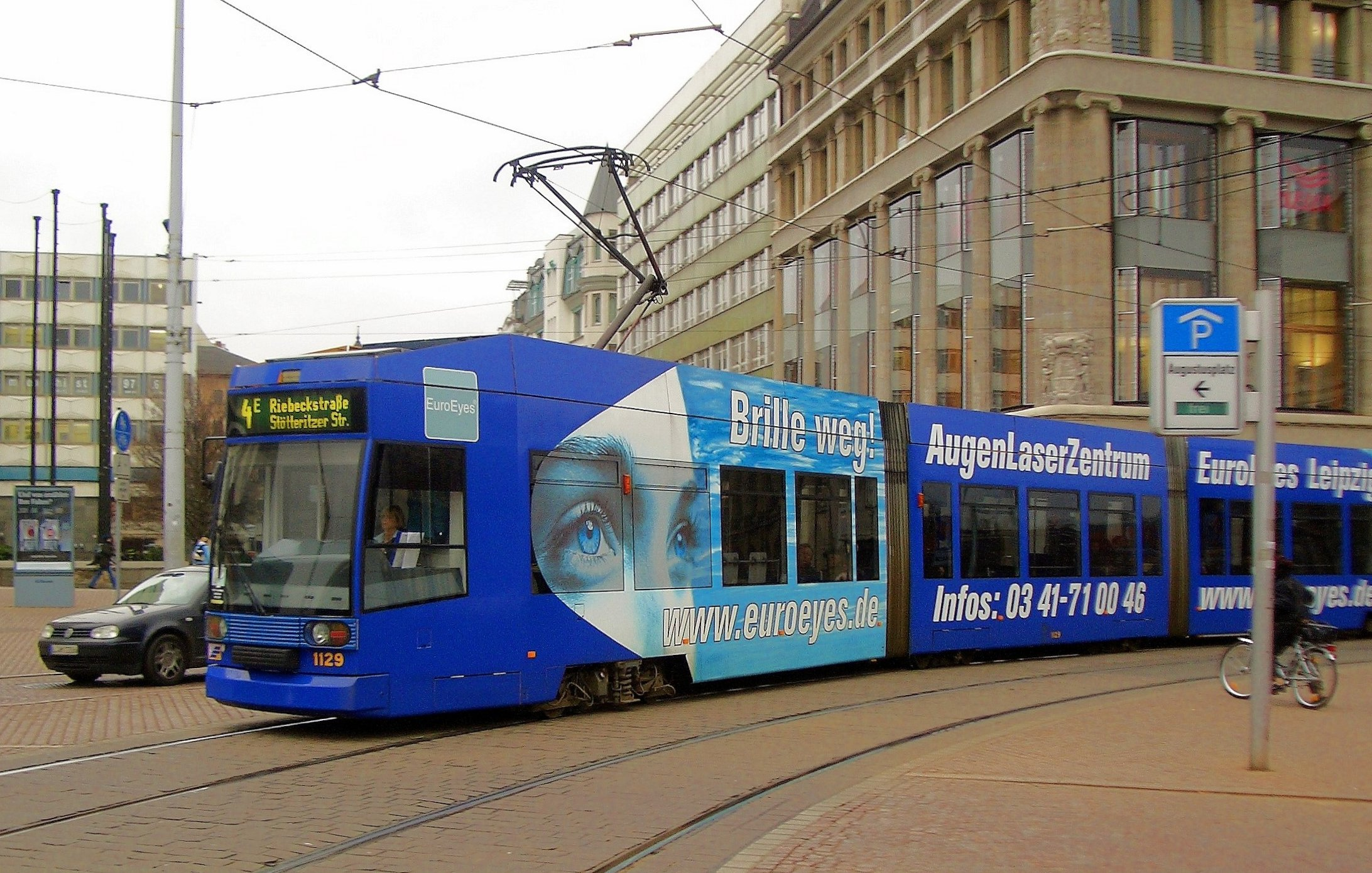
NGT8 mit Vollwerbung am Augustusplatz (2005)
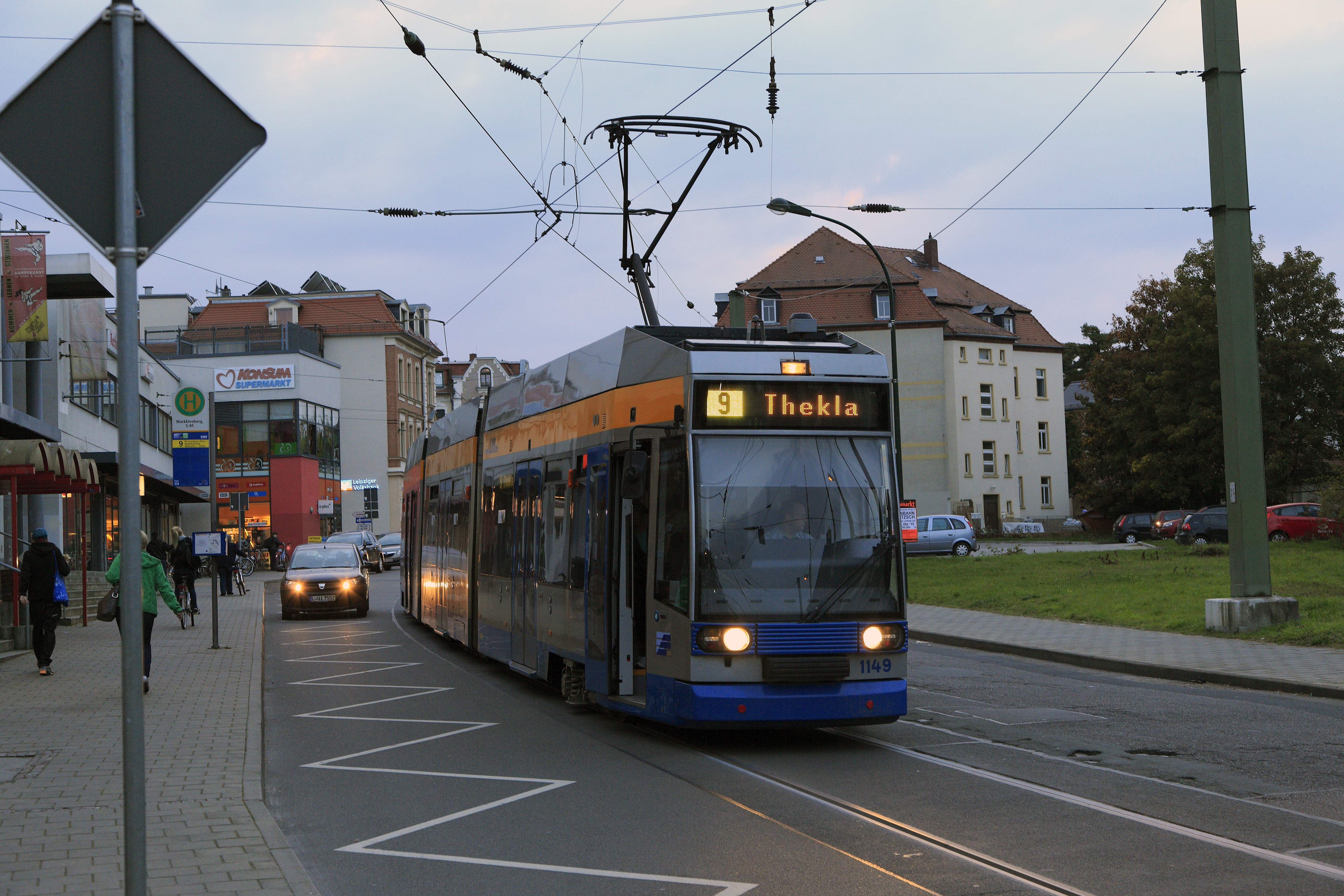
NGT8 im aktuellen Lackschema (2012)
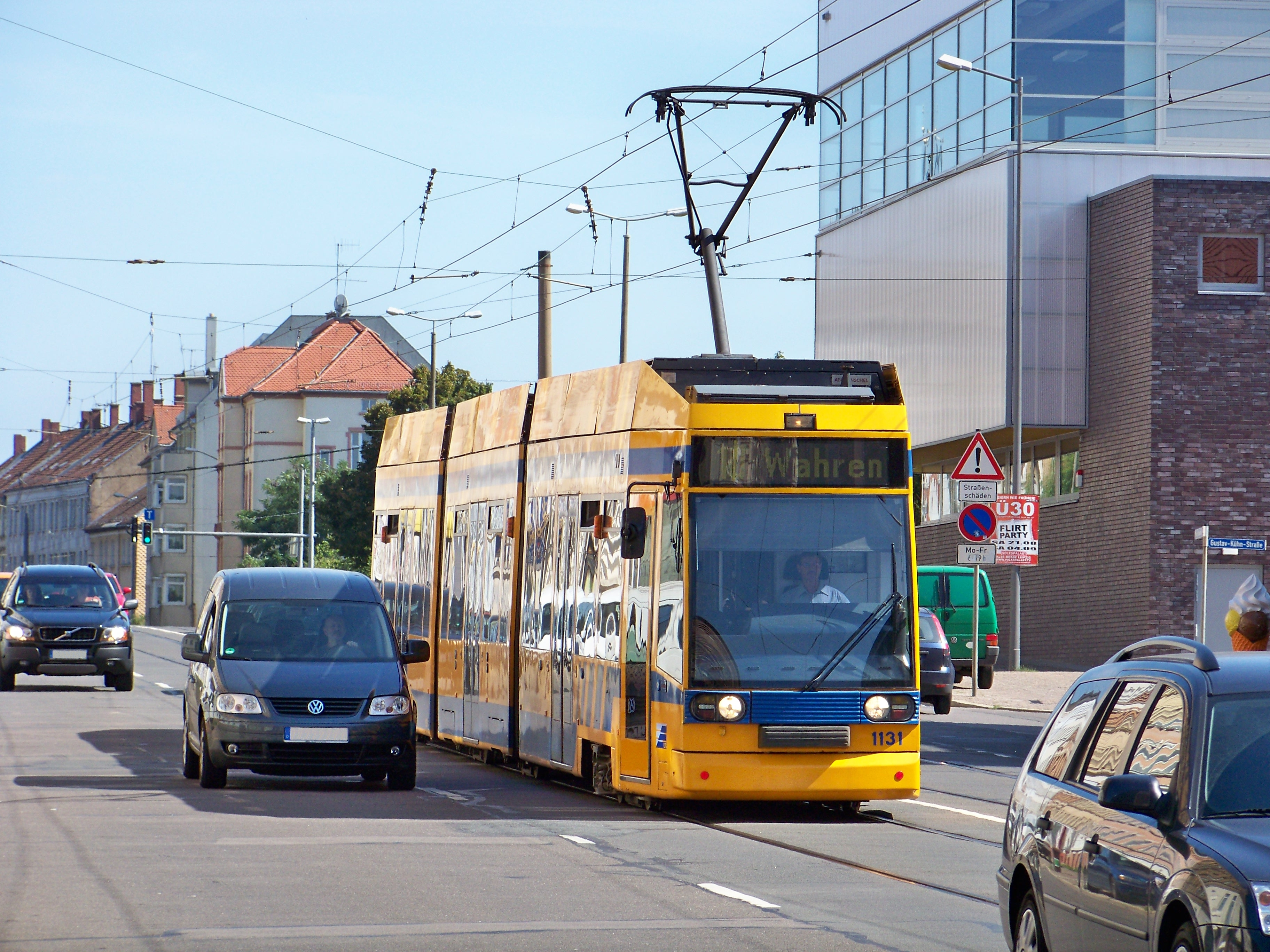
NGT8 in ehemaligen Lackschema (2010)
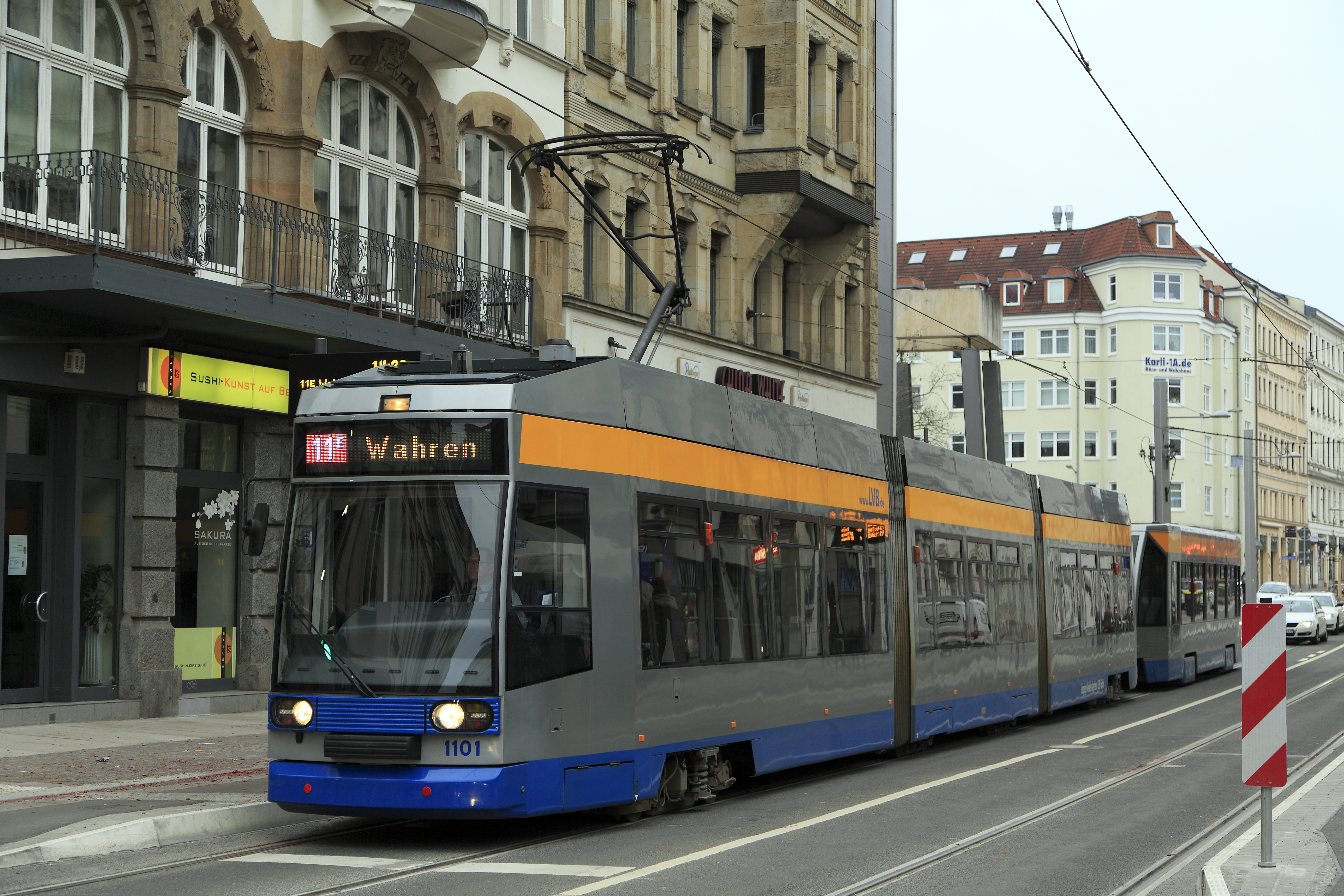
Probezug für den Beiwagenbetrieb im Peterssteinweg